# Crozet (Ain)
Crozet és un municipi francès situat al departament de l'Ain i a la regió d'Alvèrnia-Roine-Alps. L'any 2007 tenia 1.720 habitants.

## Demografia

### Població
El 2007 la població de fet de Crozet era de 1.720 persones. Hi havia 686 famílies de les quals 164 eren unipersonals (90 homes vivint sols i 74 dones vivint soles), 206 parelles sense fills, 265 parelles amb fills i 51 famílies monoparentals amb fills.
La població ha evolucionat segons el següent gràfic:
Habitants censats

### Habitatges
El 2007 hi havia 778 habitatges, 690 eren l'habitatge principal de la família, 58 eren segones residències i 29 estaven desocupats. 601 eren cases i 169 eren apartaments. Dels 690 habitatges principals, 500 estaven ocupats pels seus propietaris, 163 estaven llogats i ocupats pels llogaters i 27 estaven cedits a títol gratuït; 15 tenien una cambra, 79 en tenien dues, 77 en tenien tres, 114 en tenien quatre i 406 en tenien cinc o més. 611 habitatges disposaven pel capbaix d'una plaça de pàrquing. A 220 habitatges hi havia un automòbil i a 448 n'hi havia dos o més.

### Piràmide de població
La piràmide de població per edats i sexe el 2009 era:
| Homes | Edats   | Dones |
| ----- | ------- | ----- |
| 0     | 95 o +  | 4     |
| 4     | 90 a 94 | 0     |
| 8     | 85 a 89 | 4     |
| 8     | 80 a 84 | 4     |
| 8     | 75 a 79 | 8     |
| 12    | 70 a 74 | 16    |
| 20    | 65 a 69 | 44    |
| 32    | 60 a 64 | 40    |
| 36    | 55 a 59 | 20    |
| 60    | 50 a 54 | 64    |
| 56    | 45 a 49 | 52    |
| 44    | 40 a 44 | 32    |
| 76    | 35 a 39 | 64    |
| 64    | 30 a 34 | 80    |
| 48    | 25 a 29 | 28    |
| 24    | 20 a 24 | 20    |
| 44    | 15 a 19 | 36    |
| 28    | 10 a 14 | 32    |
| 64    | 5 a 9   | 24    |
| 56    | 0 a 4   | 48    |

## Economia
El 2007 la població en edat de treballar era de 1.204 persones, 934 eren actives i 270 eren inactives. De les 934 persones actives 889 estaven ocupades (497 homes i 392 dones) i 45 estaven aturades (17 homes i 28 dones). De les 270 persones inactives 66 estaven jubilades, 96 estaven estudiant i 108 estaven classificades com a «altres inactius».

### Ingressos
El 2009 a Crozet hi havia 652 unitats fiscals que integraven 1.688,5 persones, la mediana anual d'ingressos fiscals per persona era de 25.883 €.

### Activitats econòmiques
Dels 68 establiments que hi havia el 2007, 1 era d'una empresa extractiva, 5 d'empreses de fabricació d'altres productes industrials, 16 d'empreses de construcció, 13 d'empreses de comerç i reparació d'automòbils, 1 d'una empresa de transport, 11 d'empreses d'hostatgeria i restauració, 1 d'una empresa financera, 2 d'empreses immobiliàries, 10 d'empreses de serveis, 4 d'entitats de l'administració pública i 4 d'empreses classificades com a «altres activitats de serveis».
Dels 22 establiments de servei als particulars que hi havia el 2009, 3 eren tallers de reparació d'automòbils i de material agrícola, 5 paletes, 2 guixaires pintors, 2 fusteries, 3 lampisteries, 1 electricista, 1 empresa de construcció, 4 restaurants i 1 saló de bellesa.
Dels 3 establiments comercials que hi havia el 2009, 1 era un supermercat, 1 una botiga de menys de 120 m² i 1 una botiga de mobles.
L'any 2000 a Crozet hi havia 14 explotacions agrícoles que ocupaven un total de 792 hectàrees.

## Equipaments sanitaris i escolars
El 2009 hi havia una escola elemental.

## Poblacions més properes
El següent diagrama mostra les poblacions més properes.